# 溶移质
溶移质（又稱溶解質、溶解負載、溶解负荷等）是河流中以溶液形式携带的沉积物负荷，尤其是化学风化形成的离子。溶移质与悬移质、推移质都是河流流域中物质迁移的主要贡献者。作为溶移质携带的物质的质量通常远小于悬移质，但情况并非总是如此，特别是当流水主要用于灌溉或工业用途等目的时。溶移质占景观总物质通量的很大一部分，其组成对于调节流水的化学和生物过程很重要。

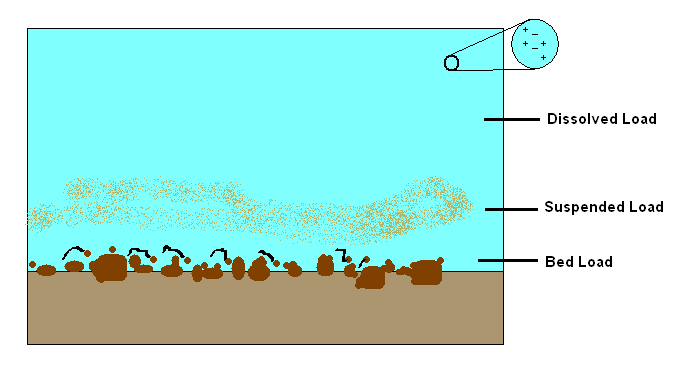
溶移质（dissolved load）是河流的三种负载之一，另外两种是悬移质（suspended load）和推移质（bed load）。

溶解负载量主要受化学风化速率控制，而化学风化速率取决于氣候和天气条件，如湿度和温度。溶解负载在地质学领域有许多有用的应用，包括侵蚀作用、剥蚀作用和了解过去的气候。

## 测量方法
溶解负载量通常可以通过从河流中采集水样并对其进行各种检测来进行测量。首先测定样品的pH 值、电导率和碳酸氢盐碱度。接下来，过滤样品以去除悬浮的沉積物，并用氯仿保存以防止微生物生长，而其他样品则添加盐酸酸化以防止溶解的离子从溶液中沉淀出来。然后，用各种化学测试来确定每种溶质的浓度。例如，钠离子和钾离子浓度可以用火焰光度法测定，而钙和镁离子的浓度可以通过原子吸收分光光度法测定。

## 应用

### 重建过去的气候
溶解负载可以提供有关成土作用速率和其他化学侵蚀作用过程的有价值信息。特别是，溶移质和固态之间的质量平衡有助于确定表面动态 。此外，溶解负荷可用于重建地球过去的气候，这是因为河流中的溶移质的主要来自化学风化。硅酸盐岩石的化学风化是大气二氧化碳的主要的汇，因为大气中的二氧化碳在碳酸盐-硅酸盐循环中转化为碳酸鹽岩。而二氧化碳浓度是温室效应的主要控制因素，决定了地球的温度。

### 剥蚀作用
剥蚀作用是地球表层景观的磨损过程。由于剥蚀速率通常太慢而无法直接测量，因此可以通过测量流域的河流沉积物负载来间接确定。其原理是通过河流上某个点的任何物质都必定来自其流域上游的某处。随着地形起伏的增加，溶解负载对河流总负载的贡献减少，因为在更陡峭的表面上，雨水不太可能渗入岩石，导致化学风化作用较弱，从而降低溶解负载量。

### 盐分输出
河流能够将盐分从流域带走，输入海洋或内陆湖泊。当没有足够的盐输出时，流域地区逐渐转变为盐碱地，特别是在下游。

## 一些主要河流的溶解负载量
| 河流            | 流域面积，106 km2 | 流量，109 m3/年 | 总溶解固体（TDS），106吨/年 |
| --------------- | ----------------- | --------------- | --------------------------- |
| 西江            | 0.35              | 30              | 10.14                       |
| 长江            | 1.95              | 1063            | 226                         |
| 黄河            | 0.745             | 48              | 84                          |
| 恒河-雅鲁藏布江 | 1.48              | 1071            | 129.5                       |
| 勒拿河          | 2.44              | 532             | 50.6                        |
| 亚马逊河        | 4.69              | 6930            | 324.6                       |
| 奥里诺科河      | 1.00              | 1100            | 51.3                        |
| 奎師那河        | 0.251             | 30              | 10.4                        |
| 哥达瓦里河      | 0.31              | 92              | 17                          |
| 高韦里河        | 0.09              | 21              | 3.5                         |
| 恒河            | 0.75              | 493             | 84                          |
| 世界总量        | 101               | 37000           | 3843.0                      |